# Casa do Conde da Palma
A casa do Conde da Palma é atualmente espaço da Escola Municipal Grêmio Joaquim, onde educa crianças e adolescentes nos níveis fundamental e médio. O prédio foi tombado no ano de 1943 pelo seu importante valor histórico e cultural, sendo uma construção que carrega traços da identidade arquitetónica colonial da cidade de Salvador, apesar, é claro, de ter sido muito modificada.

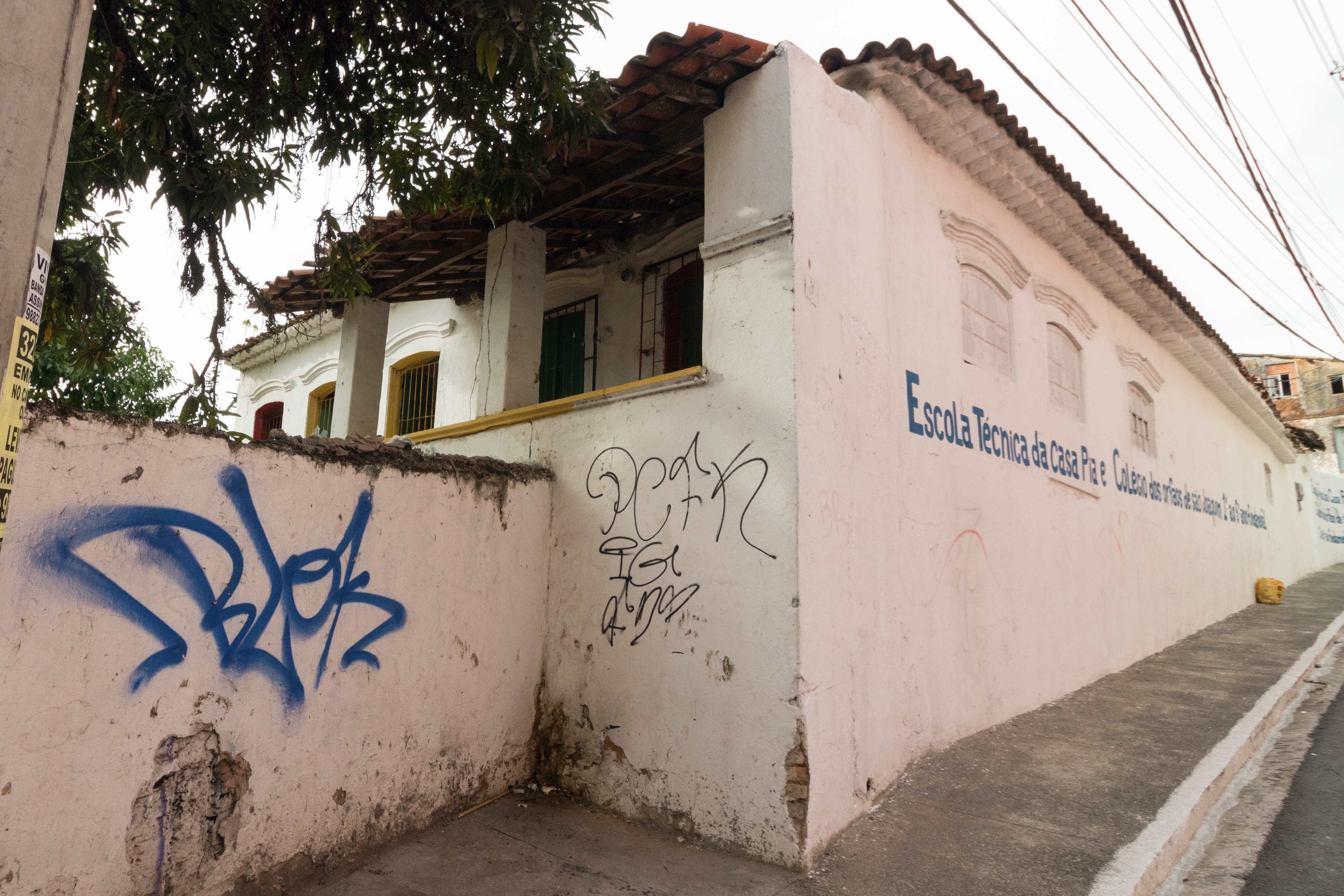
Escola Municipal Grêmio São Joaquim/ Casa do Conde da Palma